# Sapiehowie (gałąź różańska)
Gałąź różańska Sapiehów herbu Lis, również czerejska bądź siewierska – starsza gałąź polskiego rodu Sapiehów herbu Lis, z gniazdami w Różanej i Boćkach.
Członkowie rodu doszli do największych urządów w Wielkim Księstwie Litewskim, szczyt ich potęgi przypadł na rok 1700, kiedy zbuntowana szlachta pokonała wojska sapieżyńskie w bitwie pod Olkienikami.

## Geneza
Linia pochodziła od Bohdana Sapiehy. Do głównych siedzib linii należały m.in. Różana i Boćki.

## Znani przedstawiciele
Do obecnie żyjących (lub niedawno zmarłych) członków linii różańskiej zaliczają się:
- Maria Sapieżyna ur. 1910, zm. 2009
  - Jan Paweł Sapieha s. Jana Andrzeja ur. 1935, zm. 2021
    - Michał Julian Sapieha s. Jana Pawła ur. 1966
    - Anna Teresa Sapieha c. Jana Pawła ur. 1981
    - Paola Maria Sapieha c. Jana Pawła ur. 1983

- - Jerzy Andrzej Sapieha s. Jana Andrzeja ur. 1937, zm. 2010
    - Aleksander Sapieha s. Jerzego Andrzeja ur. 1957, zm. 2005
    - Arabella Sapieha c. Jerzego Andrzeja ur. 1960
    - Egon Sapieha s. Jerzego Andrzeja ur. 1974
    - Łukasz Sapieha s. Jerzego Andrzeja ur. 1999

- - Eustachy Piotr Sapieha s. Jana Andrzeja ur. 1947, zm. 2005

- - Teresa Jadwiga Sapieha c. Eustachego Seweryna ur. 1948

- - Maria Gabriela z Sapiehów Beckmann c. Eustachego Seweryna ur. 1949

- - Anna Joanna z Sapiehów Wodzicka c. Eustachego Seweryna ur. 1951